# Grote pantserwants
De grote pantserwants (Eurygaster austriaca) is een wants uit de familie Scutelleridae, pantserwantsen, juweelwantsen.

## Uiterlijk
De grote pantserwants is groter dan de andere pantserwantsen uit het genus Eurygaster en heeft weinig tekening. De kleuren variëren van lichtbruin, roodbruin tot heel donkerbruin. Net als de andere soorten pantserwantsen heeft hij een breed eivormig lichaam en bedekt het scutellum het hele achterlijf. De clypeus aan de voorkant van de kop is tussen de wangen verzonken en is enigszins y-vormig. Bij wantsen wordt dat de tylus genoemd. (= de begrenzing tussen de wangen). De lengte is 11 – 13 mm.

## Verspreiding en habitat
De grote pantserwants komt voor in Zuid-Europa, in het zuidelijk deel van Midden-Europa, in Noord-Afrika en naar het oosten tot in Zuidwest-Azië en in het Oriëntaals gebied. In Nederland is hij zeer zeldzaam. De laatste waarneming komt uit 1935. Hij leeft in droge, warme gebieden.

## Leefwijze
Ze zijn niet alleen te vinden op grassen (Poaceae), maar ook op verschillende graansoorten. Jonge nimfen voeden zich met de bladeren, terwijl oudere nimfen en volwassen wantsen aan de rijpende zaden zuigen. Die zijn ook te vinden op andere plantensoorten. De volwassen wantsen overwinteren. De vrouwtjes leggen eieren in het voorjaar aan de onderzijde van de bladeren. Na een paar weken komen de eieren uit en verschijnen de jonge nimfen. Na vijf vervellingen, zijn ze in juli, augustus volledig ontwikkeld en klaar om te overwinteren in de strooisellaag.